# Abibe-sociável

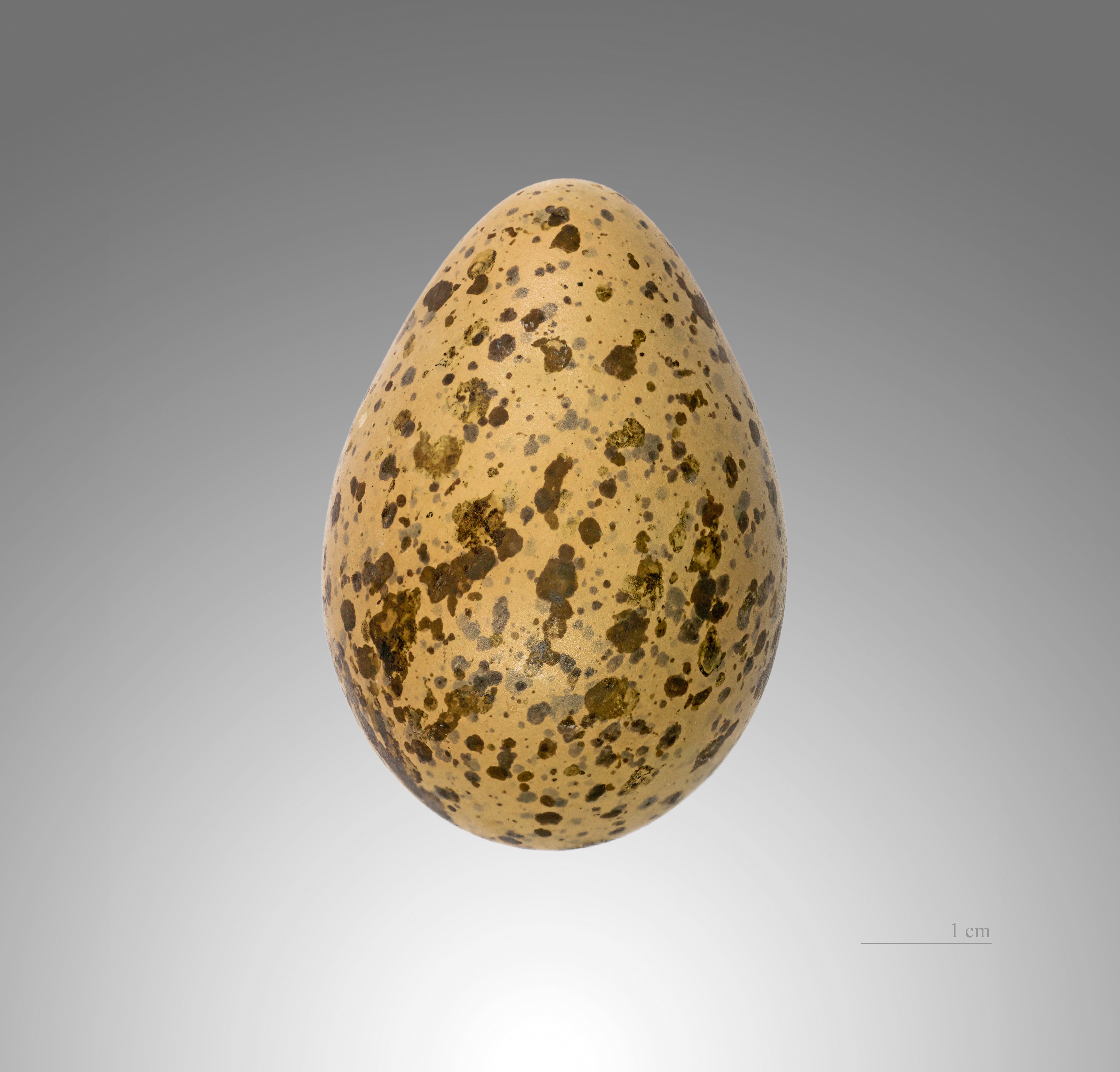
Vanellus gregarius

O Abibe-sociável (Vanellus gregarius)  é uma espécie de ave da família dos Charadriidae. Distribui-se pela Ásia Central, sendo de ocorrência muito rara na Europa.

## Subespécies
A espécie é monotípica (não são reconhecidas subespécies)